# Редондо, Федерико
Федери́ко Редо́ндо Сола́ри (исп. Federico Redondo Solari; родился 18 января 2003) — аргентинский футболист, полузащитник испанского клуба «Эльче».

## Клубная карьера
Воспитанник футбольной академии клуба «Архентинос Хуниорс», за которую выступал с десятилетнего возраста. 17 декабря 2021 года подписал свой первый профессиональный контракт с клубом. 11 июля 2022 года дебютировал в основном составе «Архентинос Хуниорс» в матче аргентинской Примеры против «Тигре».
В феврале 2024 года перешёл в «Интер Майами», подписав контракт до 2027 года с опцией продления на ещё один год. 10 марта дебютировал в MLS, выйдя в стартовом составе на матч против «Монреаля».

## Карьера в сборной
Федерико родился в Испании в семье аргентинцев. В раннем возрасте переехал в Аргентину с родителями. В мае 2022 года дебютировал за сборную Аргентины до 20 лет.

## Личная жизнь
Отец Федерико — экс-футболист Фернандо Редондо. Брат Федерико, Фернандо Редондо Солари, также был футболистом. Со стороны матери Федерико является внуком экс-футболиста Хорхе Солари, племянником Эдуардо Солари и Эстебана Солари.